# Catherine Leroy
Catherine Leroy (* 1945 in Paris, Frankreich; † 8. Juli 2006 in Santa Monica, Kalifornien) war eine Fotografin und Kriegsjournalistin, die durch ihre Reportagen und Bilder über den Vietnamkrieg bekannt wurde. Sie gehörte zu den ersten weiblichen Reportern, die im Vietnamkrieg aktiv waren.

## Leben und Werk
Leroy wurde vermutlich 1945 in Paris geboren. Nachdem sie 1966 ein Foto vom Vietnamkrieg in der Zeitschrift Paris Match gesehen hatte, beschloss sie, Journalistin zu werden. Sie kaufte sich ein Flugticket ohne Rücktrittsmöglichkeit nach Laos. Zu diesem Zeitpunkt war Leroy gerade einmal 21 Jahre alt und hatte auf ihrer Reise nur eine Leica M2 und 100 Dollar im Gepäck. In Saigon wandte sie sich an Horst Faas, den damaligen Leiter der Bildagentur Associated Press. Dieser machte sie zu einer akkreditierten Kriegsberichterstatterin. Leroy war die erste akkreditierte Korrespondentin, die an einem Angriff durch Fallschirmjäger der 173. US-Luftlandebrigade bei der Operation Junction City teilgenommen hat. In der Folge der Schlacht um Khe Sanh wurde sie in der demilitarisierten Zone von Vietnam verletzt. Während der Tet-Offensive wurde Leroy von der Vietnamesischen Volksarmee gefangen genommen. Sie gilt als einziger Kriegsreporter, der es geschafft hat, sich durch Überreden aus der Kriegsgefangenschaft der Nordvietnamesen zu befreien; Offiziere und Soldaten der nordvietnamesischen Armee ließen sich von ihr fotografieren. Diese Geschichte wurde im LIFE Magazine veröffentlicht.
Ihr berühmtestes Bild aus dem Vietnamkrieg a corpsman in anguish (‚Ein verzweifelter Sanitäter‘) zeigt den US-Marine Vernon Wike, der einen Kameraden retten will, dessen plötzlichen Tod bemerkt und verzweifelt aufschreit. Das Bild entstand während der Kämpfe um den Hügel 881 (Hill 881) bei der Schlacht um Khe Sanh.
Nach dem Ende des Vietnamkrieges arbeitete sie weiterhin als Reporterin. Sie berichtete über den Nordirlandkonflikt, die Zypernkrise, den Somaliakonflikt und über Kriegsschauplätze in Afghanistan, Irak, Iran und Libyen.
Im Jahre 1972 führte Leroy bei dem Film Operation Last Patrol Regie. Der Film war ein Bericht über Ron Kovic und weitere Vietnamveteranen. 1983 schrieb sie zusammen mit Newsweek Berichterstatter Tony Clifton das Buch God Cried (‚Gott weinte‘) über den Bürgerkrieg im Libanon.
Sie lebte in den späten 1980er Jahren im Chelsea Hotel in New York. In ihren letzten Lebensjahren konzentrierte sie sich auf ihr Modelabel Pièce Unique. Im Jahr 2002 interviewte Peter Howe sie für das Buch Shooting Under Fire. 2006 starb sie an einem Bronchialkarzinom in Kalifornien.

## Auszeichnungen
- 1976: Robert Capa Gold Medaille
- 1967: George Polk Journalistenpreis

## Veröffentlichungen
- Catherine Leroy: Under fire: great photographers and writers in Vietnam. Random House, 2005, ISBN 1-4000-6358-2.
- Tony Clifton, Catherine Leroy: God cried. Quartet Books, 1983, ISBN 0-7043-2375-3.